# Sangen om Florens
Sangen om Florens is een toneelstuk geschreven door Vilhelm Krag uit 1906.

## Toneelstuk
Sangen om Florens ('Lied van Florence') werd voor het eerste uitgevoerd op 11 april 1907 in het Nationaltheatret in Oslo. Het toneelstuk in vijf akten is op rijm geschreven en gaat over de geschiedenis van Florence ten tijde van Piero di Cosimo de' Medici. Andere rollen zijn voor Bianca de' Medici, Ascanio de Fiore en Antonio de Fiore. Het toneelstuk draaide zes avonden achter elkaar onder leiding van regisseur Bjørn Bjørnson om er nooit meer terug te komen. Krag zou in 1908 Bjørnson opvolgen als leider van het theater.

## Muziek
De toneeluitvoeringen gingen vergezeld van muziek uitgekozen door de muzikaal leider van het theater Johan Halvorsen. Hij heeft gekozen voor:
- ouverture van Norma van Vincenzo Bellini
- Serenade Florentine van Benjamin Godard (uit opus 126)
- Cortège van Moritz Moszkowski
- Te Deum (opus 20) van Giovanni Sgambati
- een adagio van Godard
- eigen muziek.

De eigen muziek van Halvorsen is verder nooit uitgevoerd en alleen in manuscriptvorm bewaard gebleven.